# Room 104
Room 104, ou Chambre 104 au Québec, est une série télévisée d'anthologie américaine en 48 épisodes d'environ 25 minutes créée par Jay et Mark Duplass, et diffusée entre le 28 juillet 2017 et le 9 octobre 2020 sur HBO et au Canada sur HBO Canada.
En France et en Suisse, la série est diffusée depuis le 29 juillet 2017 sur OCS City et au Québec depuis le 28 septembre 2017 à Super Écran. Elle reste encore inédite dans les autres pays francophones.

## Synopsis
Se déroulant exclusivement dans une chambre d'un hôtel américain, la 104, chaque épisode raconte une histoire différente sur des personnes qui y séjournent à des époques différentes. La série aborde de nombreux genres selon les épisodes, allant de la comédie à des thèmes bien plus sombres.

## Distribution
| #  | Épisode | Acteur                  | Voix française                               | Rôle                     |
| 01 | 1.01    |                         |                                              |                          |
| -- | ------- | ----------------------- | -------------------------------------------- | ------------------------ |
| 01 | 1.01    | Melonie Diaz            | Audrey Sablé                                 | Meg                      |
| 01 | 1.01    | Ethan Kent              | Clara Soares                                 | Ralph                    |
| 01 | 1.01    | Gavin Kent              | Clara Soares                                 | Ralphie                  |
| 01 | 1.01    | Ross Partridge          | Laurent Maurel                               | Bradley                  |
| 01 | 1.01    | Lily Gladstone          |                                              | Opératrice (voix)        |
|    |         |                         |                                              |                          |
| 02 | 1.02    |                         |                                              |                          |
| 02 | 1.02    | Clark Duke              | Erwan Tostain                                | Jarod                    |
| 02 | 1.02    | James Van Der Beek      | Thierry Wermuth                              | Scott                    |
| 02 | 1.02    | Davie-Blue              | Aurélie Boquien                              | Jennifer                 |
|    |         |                         |                                              |                          |
| 03 | 1.03    |                         |                                              |                          |
| 03 | 1.03    | Sameerah Luqmaan-Harris | Mbembo                                       | Deborah                  |
| 03 | 1.03    | Orlando Jones           | Jean-Baptiste Anoumon                        | Samuel                   |
| 03 | 1.03    | Tony Todd               | Philippe Dumond                              | Père                     |
|    |         |                         |                                              |                          |
| 04 | 1.04    |                         |                                              |                          |
| 04 | 1.04    | Jay Duplass             | Laurent Morteau                              | Daniel                   |
| 04 | 1.04    | Will Tranfo             | Sébastien Desjours                           | Patrick                  |
| 04 | 1.04    | Frank Ashmore           | Michel Laroussi                              | Patrick, âgé             |
| 04 | 1.04    | Jennifer Lafleur        |                                              | Diane (voix)             |
|    |         |                         |                                              |                          |
| 05 | 1.05    |                         |                                              |                          |
| 05 | 1.05    | Karan Soni              | Julien Lucas                                 | Anish                    |
| 05 | 1.05    | Poorna Jagannathan      | Géraldine Kannamma                           | Divya (voix)             |
| 05 | 1.05    | Darin De Paul           |                                              | Homme (voix)             |
|    |         |                         |                                              |                          |
| 06 | 1.06    |                         |                                              |                          |
| 06 | 1.06    | Dendrie Taylor          | Laurence Charpentier                         | Gouvernante              |
| 06 | 1.06    | Sarah Hay               | Aucun dialogue                               | Femme                    |
| 06 | 1.06    | Matthew Bellows         | Christophe Chêne                             | Homme (voix)             |
|    |         |                         |                                              |                          |
| 07 | 1.07    |                         |                                              |                          |
| 07 | 1.07    | Adam Foster             | Rémi Caillebot                               | Noah                     |
| 07 | 1.07    | Nat Wolff               | Kelyan Blanc                                 | Joseph                   |
|    |         |                         |                                              |                          |
| 08 | 1.08    |                         |                                              |                          |
| 08 | 1.08    | Amy Landecker           | Juliette Degenne                             | Joan                     |
| 08 | 1.08    | Mae Whitman             | Flora Brunier                                | Liza                     |
| 08 | 1.08    | Spencer Garrett         | François Pacôme                              | Dan (voix)               |
|    |         |                         |                                              |                          |
| 09 | 1.09    |                         |                                              |                          |
| 09 | 1.09    | Konstantin Lavysh       | Sacha Petronijevic                           | Boris                    |
| 09 | 1.09    | Veronica Falcón         | Emmanuelle Rivière                           | Rosa                     |
| 09 | 1.09    | Biff Wiff               | Achille Orsoni                               | Edgar                    |
|    |         |                         |                                              |                          |
| 10 | 1.10    |                         |                                              |                          |
| 10 | 1.10    | Keir Gilchrist          | Hervé Grull                                  | Alex                     |
| 10 | 1.10    | Hugo Armstrong          | Christian Visine                             | Steve                    |
| 10 | 1.10    | Brian Hostenske         | Tony Marot                                   | Josh                     |
|    |         |                         |                                              |                          |
| 11 | 1.11    |                         |                                              |                          |
| 11 | 1.11    | Natalie Morgan          | Diane Kristanek                              | Greta Gaines             |
| 11 | 1.11    | Keta Meggett            | Vanessa Van-Geneugden                        | Rayna Gold               |
| 11 | 1.11    | Mark Kelly              |                                              | Entrepreneur             |
|    |         |                         |                                              |                          |
| 12 | 1.12    |                         |                                              |                          |
| 12 | 1.12    | Philip Baker Hall       | Richard Leblond                              | Charlie                  |
| 12 | 1.12    | Ellen Geer              | Nicole Favart                                | Lorraine                 |
| 12 | 1.12    | Jacqueline Wright       | Guylène Ouvrard                              | Elaine (voix)            |
|    |         |                         |                                              |                          |
| 13 | 2.01    |                         |                                              |                          |
| 13 | 2.01    | Charlyne Yi             | Diane Kristanek                              | Gracie                   |
| 13 | 2.01    | Jennifer Lafleur        | Claire Guyot                                 | Karen                    |
| 13 | 2.01    | Tom Lenk                | Laurent Morteau                              | Matty                    |
| 13 | 2.01    | Pia Shah                | Jessica Monceau                              | Tanya                    |
|    |         |                         |                                              |                          |
| 14 | 2.02    |                         |                                              |                          |
| 14 | 2.02    | Rainn Wilson            | Emmanuel Gradi                               | Jim                      |
| 14 | 2.02    | Frank Birney            | Philippe Ariotti                             | M. Mulvahill             |
|    |         |                         |                                              |                          |
| 15 | 2.03    |                         |                                              |                          |
| 15 | 2.03    | Michael Shannon         | Mathieu Buscatto                             | Nathan Ivanovich         |
| 15 | 2.03    | Judy Greer              | Anne Massoteau                               | Darla Andrews            |
| 15 | 2.03    | Katya Zamolodchikova    | Cédric Dumond                                | Elle-même                |
| 15 | 2.03    | Kiril Kulish            | Dialogue en russe                            | Garde                    |
| 15 | 2.03    | Armen Avetisov Way      | Dialogue en russe                            | Garde                    |
|    |         |                         |                                              |                          |
| 16 | 2.04    |                         |                                              |                          |
| 16 | 2.04    | Mark Proksch            | Philippe Siboulet                            | Gene Gerkin              |
| 16 | 2.04    | Kent Osborne            | Pierre Tessier                               | Dan Bender               |
| 16 | 2.04    | Michole Briana White    | Daria Levannier                              | Officier Pankin          |
| 16 | 2.04    | Tom Clark               |                                              | Policier                 |
| 16 | 2.04    | Fred Maske              | Cédric Dumond                                | Policier                 |
|    |         |                         |                                              |                          |
| 17 | 2.05    |                         |                                              |                          |
| 17 | 2.05    | Dolly Wells             | Stéphanie Hédin                              | Catherine Strauss        |
| 17 | 2.05    | Leonora Pitts           | Marie-Laure Dougnac                          | Femme dans le mur (voix) |
|    |         |                         |                                              |                          |
| 18 | 2.06    |                         |                                              |                          |
| 18 | 2.06    | Brian Tyree Henry       | Christophe Peyroux                           | Arnold                   |
| 18 | 2.06    | Ginger Gonzaga          | Laëtitia Lefebvre et Morgane Cabot (chant)   | Vicki Alvarez            |
| 18 | 2.06    | Phil Matarese           | Eilias Changuel                              | P-Dawg (voix)            |
| 18 | 2.06    | Chris McLaughlin        |                                              | Chris (sur la vidéo)     |
| 18 | 2.06    | Baraka May              | Cléo Anton                                   | Jenny (voix)             |
| 18 | 2.06    |                         | Gérôme Gallo Karine Costa Brenda Della Valle | Chœurs                   |
|    |         |                         |                                              |                          |
| 19 | 2.07    |                         |                                              |                          |
| 19 | 2.07    | Josephine Decker        | Chloé Renaud                                 | Rosie                    |
| 19 | 2.07    | Onur Tukel              | Philippe Duchesnay                           | Erol                     |
|    |         |                         |                                              |                          |
| 20 | 2.08    |                         |                                              |                          |
| 20 | 2.08    | Natalie Morales         | Marie Tirmont                                | Jess                     |
| 20 | 2.08    | Jeffrey G. Barnett      | Aucun dialogue                               | Homme masqué             |
| 20 | 2.08    | Marlene Forte           | Véronique Augereau                           | Mère de Jess             |
| 20 | 2.08    | Adalgiza Chermont       | Delphine Saley                               | Opératrice (voix)        |
|    |         |                         |                                              |                          |
| 21 | 2.09    |                         |                                              |                          |
| 21 | 2.09    | Stephanie Allynne       | Agnès Manoury                                | Sarah                    |
| 21 | 2.09    | Abby Ryder Fortson      | Marie Nédélec                                | Elle                     |
|    |         |                         |                                              |                          |
| 22 | 2.10    |                         |                                              |                          |
| 22 | 2.10    | Katie Aselton           | Christèle Billault                           | Helen                    |
| 22 | 2.10    | Sheaun McKinney         | Cyprien Fiasse                               | Charles                  |
|    |         |                         |                                              |                          |
| 23 | 2.11    |                         |                                              |                          |
| 23 | 2.11    | Mahershala Ali          | Namakan Koné                                 | Franco                   |
| 23 | 2.11    | James Earl              | Mohamed Sanou                                | Ollie                    |
|    |         |                         |                                              |                          |
| 24 | 2.12    |                         |                                              |                          |
| 24 | 2.12    | Mary Wiseman            | Edwige Lemoine                               | Josie                    |
| 24 | 2.12    | Anita Kalathara         | Aurélie Konaté                               | Emily                    |
| 24 | 2.12    | Zane Pais               | Maxime Baudouin                              | John                     |
| 24 | 2.12    | Joel Allen              | Nicolas Duquenoy                             | Donovan                  |
|    |         |                         |                                              |                          |
| 25 | 3.01    |                         |                                              |                          |
| 25 | 3.01    | Christine Woods         | Laurence Bréhéret                            | Roma                     |
| 25 | 3.01    | Luke Wilson             | Philippe Valmont                             | Remus                    |
| 25 | 3.01    | Eric Edelstein          | Frédéric Souterelle                          | Swofford                 |
|    |         |                         |                                              |                          |
| 26 | 3.02    |                         |                                              |                          |
| 26 | 3.02    | Robert Longstreet       | Serge Biavan                                 | Allan                    |
| 26 | 3.02    | Dale Dickey             | Cathy Cerda                                  | Sharon                   |
| 26 | 3.02    | Tom Woodruff Jr.        | Tom Woodruff Jr.                             | Elmer, le gorille        |
|    |         |                         |                                              |                          |
| 27 | 3.03    |                         |                                              |                          |
| 27 | 3.03    | Arturo Castro           | Charles Borg                                 | Craig                    |
| 27 | 3.03    | François Chau           | Taric Mehani                                 | Dr Blake                 |
| 27 | 3.03    | Gina Gallego            | Françoise Pavy                               | Denise                   |
|    |         |                         |                                              |                          |
| 28 | 3.04    |                         |                                              |                          |
| 28 | 3.04    | Iyana Halley            | Valérie Bescht                               | Zohara                   |
| 28 | 3.04    | Catalina Sandino Moreno | Laëtitia Lefebvre                            | Maria                    |
| 28 | 3.04    | James Babson            | Éric Marchal                                 | Willis                   |
|    |         |                         |                                              |                          |
| 29 | 3.05    |                         |                                              |                          |
| 29 | 3.05    | Sam Richardson          | Mohamed Sanou                                | Greg                     |
| 29 | 3.05    | Steve Little            | Gérard Darier                                | Andy                     |
| 29 | 3.05    | Fred Melamed            | Yann Pichon                                  | le narrateur             |
|    |         |                         |                                              |                          |
| 30 | 3.06    |                         |                                              |                          |
| 30 | 3.06    | Julianna Barwick        | Mélodie Orru                                 | Nina Brokaw              |
| 30 | 3.06    | Atsuko Okatsuka         | Sophie Riffont                               | Femme                    |
| 30 | 3.06    | Doug Culp               | Nicolas Beaucaire                            | Animateur radio (voix)   |
|    |         |                         |                                              |                          |
| 31 | 3.07    |                         |                                              |                          |
| 31 | 3.07    | Gianni Arone            | Guillaume Lebon                              | Lui-même                 |
| 31 | 3.07    | Jimmy Ray Flynn         | Jean-Claude Donda                            | Lui-même                 |
|    |         |                         |                                              |                          |
| 32 | 3.08    |                         |                                              |                          |
| 32 | 3.08    | Tony Plana              | François Dunoyer                             | Lalo Bracamonte          |
| 32 | 3.08    | Angie Cepeda            | Emmanuelle Rivière                           | Dolores Bracamonte       |
| 32 | 3.08    | Julian Acosta           | Dialogues en espagnol                        | Grand frère de Dolores   |
| 32 | 3.08    | Timm Sharp              | Julien Sibre                                 | Notaire                  |
|    |         |                         |                                              |                          |
| 33 | 3.09    |                         |                                              |                          |
| 33 | 3.09    | Mary Mouser             | Camille Timmerman                            | Adrienne                 |
| 33 | 3.09    | Macon Blair             | Daniel Lafourcade                            | George                   |
|    |         |                         |                                              |                          |
| 34 | 3.10    |                         |                                              |                          |
| 34 | 3.10    | Josh Fadem              | Vincent Ropion                               | Ted                      |
| 34 | 3.10    | Marielle Scott          | Aurélie Konaté                               | Nina                     |
| 34 | 3.10    | David Paymer            | Michel Laroussi                              | Robert                   |
|    |         |                         |                                              |                          |
| 35 | 3.11    |                         |                                              |                          |
| 35 | 3.11    | Paul F. Tompkins        | Guillaume Bourboulon                         | Louis                    |
| 35 | 3.11    | June Squibb             | Marie-Martine                                | Jean                     |
| 35 | 3.11    | Aislinn Paul            | Alexia Papineschi                            | Jean jeune               |
| 35 | 3.11    | Jon Bass                | Gabriel Bismuth-Bienaimé                     | Dustin                   |
| 35 | 3.11    | Lily Mae Harrington     | Audrey Sablé                                 | Beth                     |
|    |         |                         |                                              |                          |
| 36 | 3.12    |                         |                                              |                          |
| 36 | 3.12    | Cobie Smulders          | Laura Blanc                                  | Dr Merian Wallace        |
| 36 | 3.12    | Aasif Mandvi            | Marc Saez                                    | Dr Eugene Hill           |
| 36 | 3.12    | Ian Merrigan            | Thibaut Lacour                               | Joe (voix)               |

Version française
- Société de doublage : BTI Studios
- Adaptation des dialogues : Jean-Hugues Courtassol (9 épisodes, saisons 1 et 3), Jonathan Amran (11 épisodes), Ghislaine Gozes (11 épisodes), Stéphane Lévine (5 épisodes, saison 2) et Christophe Ferreira (sous-titres de l'épisode 32)
- Direction artistique : Catherine Le Lann
- Direction musicale et adaptation des chansons de l'épisode 18 : Georges Costa

 Source et légende : version française (VF) sur RS Doublage   et selon les cartons de doublage des épisodes

## Épisodes

### Première saison (2017)

#### Ralphie (Ralphie)
- Une baby-sitter doit garder un petit garçon pour la nuit et le préserver de son jumeau diabolique.

#### Pizza à la saucisse (Pizza Boy)
- Jarrod est livreur de pizza et s'apprête à apporter ce soir sa commande à un couple en mésentente.

#### Toc toc, c'est moi (The Knockandoo)
- Une adepte de la religion reçoit la visite d'un prêtre.

#### Tu n'es pas mort (I Knew You Weren't Dead)
- Un homme est hanté par la noyade de son ami qu'il n'a pu éviter.

#### L'Internet (The Internet)
- En 1997, un romancier doit convaincre sa mère de l'aider à envoyer son livre à un éditeur.

#### Si j'étais toi (Voyeurs)
- Une femme de ménage anciennement fille de joie se souvient de son passé de danseuse classique.

#### Le Signe (The Missionaries)
- Deux mormons luttent contre leurs pulsions.

#### Le Crash (Phoenix)
- En 1969, l'unique survivante d'un crash est en proie à un dilemme cornélien.

#### Boris, jeu, set et match (Boris)
- La rencontre entre un ex champion de tennis devenu alcoolique et une technicienne de surface.

#### L'Attente explosive (Red Tent)
- Deux terroristes voient leur plan contrecarré par l'arrivée d'un mystérieux réparateur de climatisation.

#### Le Combat (The Fight)
- Un manager manipule deux sportives.

#### Mon amour (My Love)
- Un couple souhaite revivre sa nuit de noces.

### Deuxième saison (2018)
Le 24 août 2017, HBO a renouvelé la série pour une deuxième saison, diffusée depuis le 9 novembre 2018.

#### Une tuerie d'anniversaire (FOMO)
- La fête d'anniversaire d'une jeune femme est interrompue par l'arrivée de sa sœur.

#### Monsieur Mulvahill (Mr Mulvahill)
- Jim Anders souhaite revoir M Mulvahill, son ancien professeur après des années de séparation.

#### Nom de plume (Swipe Right)
- L'arrivée d'une jeune femme avec un rendez-vous arrangé.

#### Deux gastronomes (Hungry)
- Deux gastronomes qui ne se sont jamais vus se découvrent pour la première fois.

#### La femme dans le mur (Woman in the Wall)
- Une hypocondriaque rencontre une femme qui lui parle au travers d'un mur.

#### Arnold sort ce soir (Arnold)
- Arnold se réveille après une soirée arrosée et tente de reconstruire les événements vécus la veille.

#### Pas prêt pour le bébé (The Man, The Baby and The Man)
- Un couple veut enregistrer une vidéo pour leur enfant à venir.

#### Le cauchemar (A Nightmare)
- Une jeune femme cherche à échapper à ses cauchemars.

#### Le retour (Return)
- Une veuve et sa fille font appel à la sorcellerie.

#### Intelligence artificielle (Artificial)
- Un reporter doit interviewer un robot.

#### Le dollar qui tue (Shark)
- Deux cousins sont en désaccord sur une arnaque.

#### Josie et moi (Josie and Me)
- Une romancière fait appel à son alter-égo du passé pour une idée de roman.

### Troisième saison (2019)

#### Le Piège (The Plot)
- Une fratrie s'apprête à construire le motel qui contiendra la chambre 104.

#### Animal à vendre (Animal for Sale)
- Un dresseur de cirque veut vendre son gorille.

#### Dans la peau (Itchy)
- Craig souffre d'un eczéma chronique et se rend dans la chambre 104 pour guérir.

#### Planète orpheline (Rogue)
- Traumatisée par une explosion, une fille cherche à survivre.

#### Les Plâtriers (Drywall Guys)
- Un plâtrier somnambule ramène un pied féminin dans la chambre 104.

#### Une nouvelle chanson (A New Song)
- Une chanteuse lutte contre ses démons.

#### Jimmy et Gianni (Jimmy and Gianni)
- Il s'agit d'un documentaire dans lequel un père et son fils, tous deux décorateurs, expriment leurs relations et leur parcours.

#### Pas d'hôpital (No Hospital)
- Un vieil homme veut transmettre son héritage à ses enfants.

#### Blague téléphonique (Prank Call)
- Négligée par son entourage, une adolescente commet une blague téléphonique.

#### Équipe de nuit (Night Shift)
- Une étudiante en cinéma veut réunir le cast d'un film d'horreur.

#### Marché avec le diable (Crossroads)
- Une jeune étudiante dans les années 1960 passe un pacte avec un Diable.

#### L'Échantillon (The Specimen Collector)
- Une botaniste se bat pour préserver une espèce de flore rare

### Quatrième saison (2020)

#### Le Meurtrier (The Murderer)
- Un chanteur de rock rencontre ses plus grands fans.

#### L'Instant étoile (Star Time)
- Une jeune femme revit ses addictions.

#### Avalanche (Avalanche)
- Un catcheur suit une thérapie.

#### Franges (Bangs)
- Une jeune femme doit décider si elle se coupe les cheveux ou non.

#### Oh, Harry (Oh Harry)
- Un homme découvre qu'il n'est qu'un personnage de fiction dans un programme télé.

#### Les Randonneuses (The Hitch Hickers)
- Deux amies règlent leurs comptes après une randonnée.

#### Mousse Party (Foam Party)
- Un adolescent peu sûr de lui invite ses colocataires pour une soirée mousse.

#### Pas de dés (No Dice)
- Un présentateur has been doit conclure un numéro devant une de ses idoles.

#### Le Dernier Homme (The Last Man)
- Opérette dans laquelle deux guerriers se retrouvent projetés en plein XXIe siècle.

#### La Nuit où Babby est mort (The Night The Babby Died)
- Bruce et Abby se revoient après des années d'éloignement.

#### Fourrure (Fur)
- Deux lycéennes invitent la star du campus dans la chambre 104.

#### Générations (Generations)
- Un homme doit présenter une importante cérémonie.